# کیم سو هیونگ
کیم سو هیونگ (کره‌ای: 김서형؛ زادهٔ ۲۸ اکتبر ۱۹۷۳) بازیگر اهل کره جنوبی است. او به خاطر ایفای نقش در وسوسه همسر و قلعه آسمان شناخته می‌شود.